# Olympische Sommerspiele 2004/Teilnehmer (Moldau)
| Gelbes Symbol für Goldmedaillen mit stilisierten Olympischen Ringen | Graues Symbol für Silbermedaillen mit stilisierten Olympischen Ringen | Braundes Symbol für Bronzemedaillen mit stilisierten Olympischen Ringen |
| ------------------------------------------------------------------- | --------------------------------------------------------------------- | ----------------------------------------------------------------------- |
| —                                                                   | —                                                                     | —                                                                       |

Die Republik Moldau nahm an den Olympischen Sommerspielen 2004 in der griechischen Hauptstadt Athen mit 33 Sportlern, 7 Frauen und 26 Männern, teil.
Seit 1996 war es die dritte Teilnahme Moldaus bei Olympischen Sommerspielen.

## Flaggenträger
Der Sportschütze Oleg Moldovan trug die Flagge der Republik Moldau während der Eröffnungsfeier im Olympiastadion.

## Teilnehmer nach Sportarten

### Boxen
- Vitalie Grușac
Weltergewicht: 9. Platz

- Igor Samoilenco
Fliegengewicht: 17. Platz

### Gewichtheben
- Alexandru Bratan
Schwergewicht: 4. Platz

- Eugen Bratan
Mittelschwergewicht: 10. Platz

- Vadim Vacarciuc
Mittelschwergewicht: DNF

### Judo
- Victor Bivol
Leichtgewicht: 5. Platz

### Leichtathletik
- Feodosiy Ciumacenco
20 Kilometer Gehen: 34. Platz

- Victor Covalenco
Zehnkampf: 30. Platz

- Ion Emilianov
Kugelstoßen: 25. Platz in der Qualifikation

- Vadim Hranovschi
Diskuswerfen: 32. Platz in der Qualifikation

- Vladimir Letnicov
Dreisprung: 32. Platz in der Qualifikation

- Ion Luchianov
3000 Meter Hindernis: Vorläufe

- Roman Rozna
Hammerwerfen: 28. Platz in der Qualifikation

- Olga Bolșova
Frauen, Dreisprung: 24. Platz in der Qualifikation

- Natalia Cerches
Frauen, 10.000 Meter: 27. Platz

- Natalia Cerches
Frauen, 800 Meter: Vorläufe

- Ina Gliznuța
Frauen, Hochsprung: 26. Platz in der Qualifikation

- Svetlana Șepelev-Tcaci
Frauen, Marathon: 61. Platz

### Radsport
- Ruslan Ivanov
Straßenrennen: 54. Platz

- Igor Pugaci
Straßenrennen: 66. Platz

### Ringen
- Ruslan Bodișteanu
Leichtgewicht: 19. Platz

- Ghenadie Tulbea
Bantamgewicht: 21. Platz

### Schießen
- Oleg Moldovan
Laufende Scheibe 10 Meter: 14. Platz

### Schwimmen
- Andrei Capitanciuc
100 Meter Brust: 47. Platz

- Octavian Guțu
100 Meter Freistil: 47. Platz

- Alexandru Ivlev
100 Meter Rücken: 42. Platz

- Andrei Mihailov
200 Meter Rücken: 34. Platz

- Ștefan Pinciuc
200 Meter Freistil: 49. Platz

- Sergiu Postică
200 Meter Brust: 45. Platz

- Victor Rogut
400 Meter Freistil: 35. Platz

- Andrei Zaharov
200 Meter Lagen: 39. Platz

- Nicoleta Coica
Frauen, 100 Meter Freistil: 47. Platz

- Maria Tregubov
Frauen, 100 Meter Brust: 48. Platz